# Challenger de Ottignies-Louvain-la-Neuve 2024
El torneo BW Open 2024 fue un torneo de tenis perteneció al ATP Challenger Tour 2024 en la categoría Challenger 125. Se trató de la 2ª edición; el torneo tuvo lugar en la ciudad de Ottignies-Louvain-la-Neuve (Bélgica), desde el 22 hasta el 28 de enero de 2024 sobre pista dura bajo techo.

## Jugadores participantes del cuadro de individuales
| Favorito | País                      | Jugador           | Rank1 | Posición en el torneo |
| -------- | ------------------------- | ----------------- | ----- | --------------------- |
| 1        | Bandera de Croacia        | Borna Ćorić       | 40    | FINAL                 |
| 2        | Bandera de Francia        | Benjamin Bonzi    | 106   | Primera ronda         |
| 3        | Bandera de Serbia         | Hamad Medjedovic  | 108   | Baja                  |
| 4        | Bandera de Austria        | Jurij Rodionov    | 111   | Primera ronda         |
| 5        | Bandera de Bélgica        | David Goffin      | 112   | Segunda ronda         |
| 6        | Bandera de Francia        | Benoît Paire      | 115   | Primera ronda         |
| 7        | Bandera de Hungría        | Zsombor Piros     | 126   | Segunda ronda         |
| 8        | Bandera de Estados Unidos | Brandon Nakashima | 127   | Semifinales           |

- 1 Se ha tomado en cuenta el ranking del 15 de enero de 2024.

### Otros participantes
Los siguientes jugadores recibieron una invitación (wild card), por lo tanto ingresan directamente al cuadro principal (WC):
- Raphaël Collignon
- Borna Ćorić
- Kamil Majchrzak

Los siguientes jugadores ingresan al cuadro principal tras disputar el cuadro clasificatorio (Q):
- Adrian Andreev
- Marius Copil
- Alibek Kachmazov
- Maks Kaśnikowski
- Leandro Riedi
- Denis Yevseyev

## Campeones

### Individual Masculino
- Leandro Riedi derrotó en la final a  Borna Ćorić por 7–5, 6–2

### Dobles Masculino
- Luke Johnson /  Skander Mansouri derrotaron en la final a  Sander Arends /  Sem Verbeek por 7–5, 6–3